# Malocampa spurca
Malocampa spurca är en fjärilsart som beskrevs av William Schaus 1906. Malocampa spurca ingår i släktet Malocampa och familjen tandspinnare. Inga underarter finns listade i Catalogue of Life.